# Pirajuba
Pirajuba é um município do estado de Minas Gerais, no Brasil. Sua população, de acordo com o censo realizado em 2022 era de 5 537 habitantes. 

## Topônimo
"Pirajuba" é um termo de origem tupi que significa "peixe amarelo", através da junção dos termos pirá ("peixe") e îub ("amarelo").

## História
O município teve origem no primitivo povoado fundado por sertanistas que, por volta de 1830, chegaram à região atraídos pela qualidade das pastagens, adequadas à criação de gado. 
Em terras doadas pelas irmãs Bárbara e Esídia Rodrigues, foi erguida a primeira capela, consagrada a Nossa Senhora da Abadia. Em torno da capela, cresceu o povoado de Buritis, mais tarde denominado Dourados. 
Em 1938, já com o nome de Pirajuba, foi integrado ao município de Conceição das Alagoas. 
A emancipação data de 1953.

## Atrações Turísticas
Como atrações turísticas, Pirajuba oferece o Horto do Douradinho, área arborizada às margens do Rio Dourados, apropriada para camping, pescaria e natação.
No mês de Julho, na praça da matriz, desde 1907, comemora-se a festa da padroeira com leilões das famosas "bandeijadas" e apresentações das tradicionais bandas de músicas.
Em Setembro, já faz parte do calendário a tradicional Festa do Peão de Boiadeiro com grandes apresentações de duplas sertanejas e grupos de renome nacional.